# Flughafen Piura

i7
i11
i13
Der Aeropuerto Capitan FAP Guillermo Concha Iberico ist der regionale Flughafen der peruanischen Stadt Piura. Er liegt unmittelbar östlich des Stadtzentrums.
Derzeit (Stand Januar 2013) gibt es von Piura aus Verbindungen nach Lima durch LAN Perú, Avianca und Peruvian Airlines.

## Weblinks

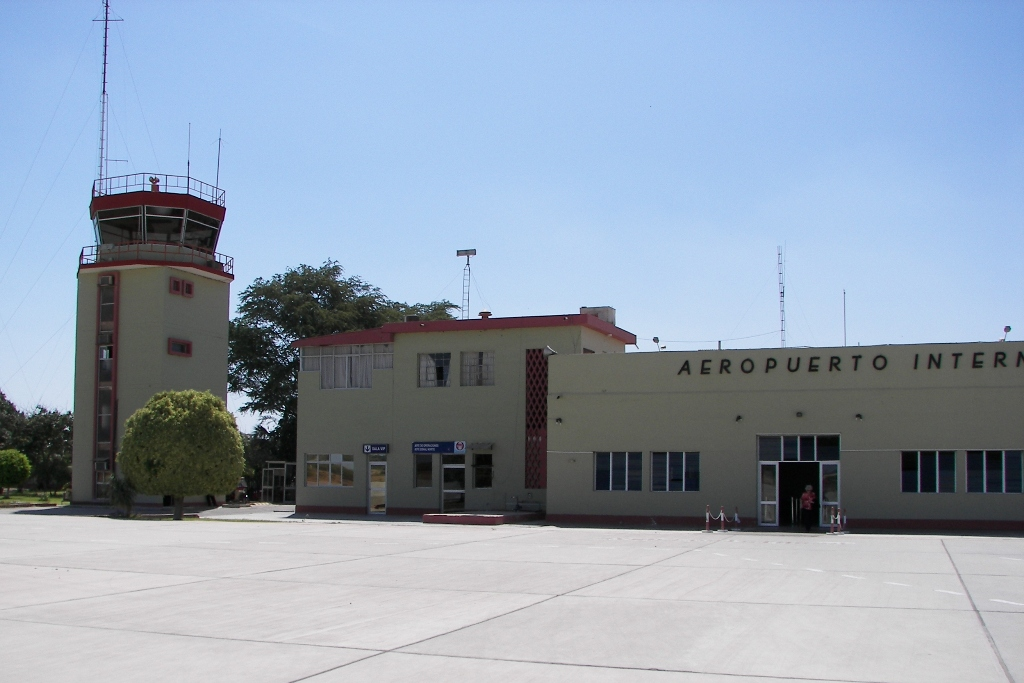
Flughafenterminal in Piura